# Igor Buldakov
Igor Vasiljevič Buldakov (rusko Игорь Васильевич Булдаков), ruski veslač, * 26. avgust 1930, † 30. april 1979.
Buldakov je za Sovjetsko zvezo nastopil na Poletnih olimpijskih igrah 1956 v Melbournu in tam v dvojcu brez krmarja s soveslačem Viktorjem Ivanovim osvojil srebrno medaljo.